# Бард (издателство)
Издателство „Бард“ е частно издателство в България, основано през 1991 година. Едно от най-големите издателства за мейнстрийм литература.
Логото на издателството е „Книгите, които чете светът“.
Съосновател и член на Асоциация „Българска книга“.
Носител е на няколко престижни награди, сред които „Христо Г. Данов“ на Министерството на културата и туризма (2005).

## Издания
Жанровата палитра на издателството включва почти всички жанрове на мейнстрийм литературата – фантастика, фентъзи, трилъри, мистика и езотерика, популярна психология, детски книги, но също и бестселъри в областта на научнопопулярната литература, световната класика, съвременните романи.
Към 2012 г. издателството разполага с над 600 актуални заглавия на свръхпродавани автори като Умберто Еко (само романите), Нора Робъртс, Даниел Стийл, Сидни Шелдън, Майкъл Конъли, Майкъл Крайтън, Рей Бредбъри и др., а броят на всички излезли с марката на издателството книги надхвърля 2000.
Издателството притежава ексклузивни права върху романите на Дан Браун, най-продаваният автор на романи между 2005 и 2009 г. в България.
Водещо издателство в България в областта на фентъзи романите с автори като Джон Роналд Руел Толкин и Джордж Р.Р. Мартин в портфолиото си.
Бард издават книги като Дива синфония,Игра на тронове,Властелина на пръстените,Хобит, Гамбит на крадците и мн.др.